# Zaborze (województwo lubelskie)
Zaborze – wieś w Polsce położona w województwie lubelskim, w powiecie opolskim, w gminie Karczmiska.
| SIMC    | Nazwa     | Rodzaj    |
| ------- | --------- | --------- |
| 0382993 | Zajączków | część wsi |

W latach 1975–1998 miejscowość należała administracyjnie do województwa lubelskiego.
Wieś stanowi sołectwo w gminie Karczmiska.
Wierni Kościoła rzymskokatolickiego należą do parafii Najświętszej Maryi Panny Matki Kościoła w Grabówkach.

## Historia
Zaborze w wieku XIX stanowiły wieś w powiecie nowoaleksandryjskim (puławski), gminie Karczmiska, parafii Wąwolnica, według noty Słownika geograficznego Królestwa Polskiego z roku 1895 wieś posiadała 7 osad i 24 morgi gruntu. Wchodziła w skład dóbr Kazimierz.